# Sobredosis
Una sobredosis es una dosis excesiva de un medicamento o de una sustancia adictiva. La administración de cualquier medicamento en una dosis superior a lo prescrito o a lo habitual puede generar efectos graves, tales como la intoxicación, la pérdida de la conciencia, un colapso del sistema nervioso y, en último extremo, la muerte.

## Etiología

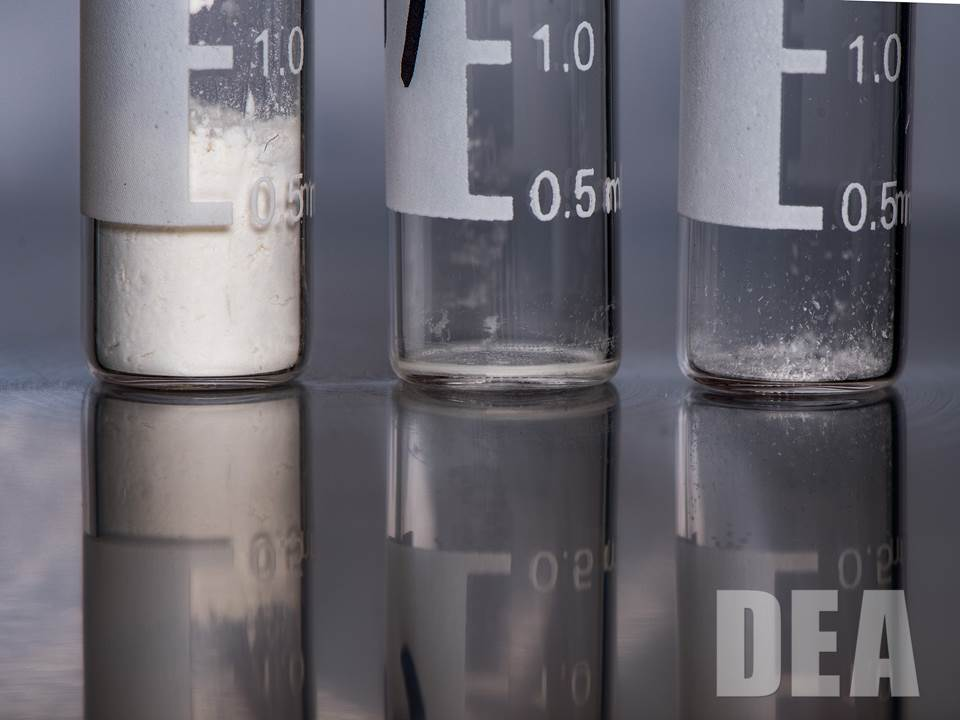
De izquierda a derecha, dosis letales de heroína, carfentanilo y fentanilo respectivamente, según la Administración de Control de Drogas de los Estados Unidos. En los últimos años se ha desatado una crisis de opioides en los Estados Unidos.

La prescripción negligente y, en particular, la automedicación, pueden provocar una sobredosis. También la interacción o combinación de distintas sustancias (por ejemplo y sobre todo, con bebidas alcohólicas) pueden generar la multiplicación de los efectos de las mismas y, con ello, la sobredosis. Cualquiera de las situaciones mencionadas puede ocurrir por decisión voluntaria de la persona, en los casos de suicidio, o por accidente.

### Tipos de medicamentos
Incluye los siguientes tipos de medicamentos, según la CIE-10:

#### T36 Envenenamiento por antibióticos sistémicos
Excluye:
- antibióticos:
- - antineoplásicos (T45.1)
- - de uso tópico (en):
- - - local NCOP (T49.0)
- - - oído, nariz y garganta (T49.6)
- - - ojo (T49.5)

#### T37 Envenenamiento por otros antiinfecciosos y antiparasitarios sistémicos
Excluye:
- antiinfecciosos de uso tópico (en):
- - local NCOP (T49.0)
- - oído, nariz y garganta (T49.6)
- - ojo (T49.5)

#### T38 Envenenamiento por hormonas y sus sustitutos y antagonistas sintéticos, no clasificados en otra parte
Excluye:
- hormonas oxitócicas (T48.0)
- hormonas paratiroideas y sus derivados (T50.9)
- mineralocorticoides y sus antagonistas (T50.0)

#### T40 Envenenamiento por narcóticos y psicodislépticos (alucinógenos)
Excluye:
- intoxicación cuando significa ebriedad o drogadicción (F10-F19)

#### T41 Envenenamiento por anestésicos y gases terapéuticos
Excluye:
- benzodiazepinas (T42.4)
- cocaína (T40.5)
- opiáceos (T40.0-T40.2)

#### T42 Envenenamiento por antiepilépticos, hipnóticos sedantes y antiparkinsonianos
Excluye:
- intoxicación cuando significa ebriedad o drogadicción (F10-F19)

#### T43 Envenenamiento por psicotrópicos, no clasificados en otra parte
Excluye:
- barbitúricos (T42.3)
- benzodiazepinas (T42.4)
- intoxicación cuando significa ebriedad o drogadicción (F10-F19)
- depresores del apetito (T50.5)
- metacualona (T42.6)
- psicodislépticos (alucinógenos) (T40.7-T40.9)

#### T46 Envenenamiento por agentes que afectan principalmente el sistema cardiovascular
Excluye:
- metaraminol (T44.4)

#### T49 Envenenamiento por agentes tópicos que afectan principalmente la piel y las membranas mucosas y por drogas oftalmológicas, otorrinolaringológicas y dentales
Incluye:
- glucocorticoides usados en forma tópica